# 7月12日
7月12日是阳历年的第193天（闰年是194天），离一年的结束还有172天。

## 大事记

### 19世紀以前
- 167年：第一次党锢之祸。
- 927年：英格蘭國王埃塞爾斯坦成功降伏遭到捕獲而放棄與維京人結盟的蘇格蘭國王康斯坦丁二世。
- 1192年：源賴朝就任征夷大將軍。
- 1488年：朝鮮王朝官員崔溥在中國旅行數月後遇難返回朝鮮。
- 1543年：英格兰国王亨利八世与她第六任也是最后一任妻子凯瑟琳·帕尔于汉普敦宫正式结婚。
- 1561年：为了纪念征服喀山汗国，位于俄罗斯莫斯科红场的圣瓦西里主教座堂正式完工。
- 1690年：威廉派軍隊在德羅赫達附近發生的博因河戰役中擊敗詹姆士黨部隊，成為愛爾蘭威廉派戰爭的轉捩點。
- 1789年：法國記者卡米爾·德穆蘭大力宣傳財政總監賈克·尼克遭到解職一事，激發不滿的群眾在2天後攻占巴士底獄。

### 19世紀
- 1806年：巴伐利亚、符腾堡、美茵兹、巴登等16个公国成立莱茵邦联，并脱离神圣罗马帝国。
- 1862年：美国联邦政府所颁发最高军事荣衔的荣誉勋章正式建立，最早是由美国国会授权颁发。
- 1898年：清政府颁布《振兴工艺给奖章程》，是中国近代第一个奖励科学发明的条例。

### 20世紀
- 1913年：中华民国前江西都督李烈鈞在孙中山号召下，率先起兵反对袁世凯，二次革命爆发。
- 1917年：中华民国前国务总理段祺瑞率领军队攻入北京，溥儀宣布退位，張勳復辟失敗。
- 1920年：蘇俄-立陶宛和平條約簽訂，蘇聯俄羅斯同意承認獨立的立陶宛。
- 1926年：广东大学改名为中山大学。
- 1943年：第二次世界大战：德國武裝親衛隊和蘇聯紅軍在普洛霍羅夫卡戰役中交戰，成為規模最大的戰車會戰之一。
- 1946年：司徒雷登被任命为美国驻中华民国大使。
- 1957年：中華民國與巴拉圭建交。
- 1962年：英國搖滾樂團滾石樂隊在倫敦馬基俱樂部（英语：Marquee Club）舉行首場音樂會。
- 1967年：六七暴動中，香港政府宣佈香港島及九龍實施宵禁。
- 1975年：圣多美和普林西比脱离葡萄牙统治而独立，圣多美和普林西比民主共和国成立。
- 1979年：太平洋西部吉尔伯特群岛正式脱离英国统治而独立，国名定为吉里巴斯共和国。
- 1983年：中華人民共和国和英國就香港前途問題第二階段談在北京展開。
- 1991年：F-CK-1經國號2號原型機A100002在低空高速測試過程，水平尾翼發生斷裂，試飛員伍克振中校在高速情況下彈射，仍傷重不治。
- 1995年：越南與美國正式建交。
- 1997年：宮崎駿的動畫電影《魔法公主》 上映，成為日本數月來票房最高的電影。
- 1998年：在第十六屆世界盃足球賽中，東道主法國以三比零擊敗上屆冠軍巴西，首次奪得世界杯足球赛冠军。

### 21世紀
- 2006年：黎巴嫩真主黨游擊隊跨越藍線擄獲兩名以色列士兵，以色列對黎巴嫩南部展開軍事行動。
- 2007年：兩架美國陸軍AH-64阿帕契直升機在伊拉克巴格達進行了一系列空對地攻擊。
- 2010年：西班牙国家男子足球队夺得2010年世界杯足球赛冠军，也成为了继乌拉圭、意大利、德国、巴西、英格兰、阿根廷和法国之后，世界杯足球赛历史上第8个冠军球队。
- 2012年：塞內加爾的Youtube上線。[1]
- 2016年：在中华人民共和国缺席的情况下，国际海洋法法庭公布南海仲裁案仲裁结果，裁定中国对南海自然资源不享有基于「九段线」的历史性权利。

## 出生
- 前100年：尤利烏斯·凱撒，罗馬共和國末期的军事统帅、政治家，尤利乌斯家族成员（前44年逝世）
- 1651年：馬佳莉塔·德雷莎，西班牙公主和神聖羅馬帝國皇帝利奧波德一世的皇后（1673年逝世）
- 1730年：約書亞·威治伍德，英國陶藝家（1795年逝世）
- 1784年：胡安·莫拉·斐迪南，哥斯大黎加教師、政治人物，首任哥斯大黎加元首（1854年逝世）
- 1813年：克洛德·貝爾納，法國生理學家（1878年逝世）
- 1817年：亨利·戴维·梭罗，美國作家（1862年逝世）
- 1824年：歐仁·布丹，法國畫家（1898年逝世）
- 1850年：奧托·舒滕薩克，德國工業家、人類學家（1912年逝世）
- 1852年：伊波利托·伊里戈延，阿根廷政治人物，第19、21任阿根廷總統（1933年逝世）
- 1854年：喬治·伊士曼，美國發明家，柯達公司創辦人及膠卷發明人（1932年逝世）
- 1856年：吉賽拉，奥地利帝国女大公（1943年逝世）
- 1863年：阿爾貝·卡爾梅特，法國細菌學家、免疫學家、醫生，卡介苗發明者（1933年逝世）
- 1868年：斯特凡·喬治，德國詞語大師（1933年逝世）
- 1883年：索爾·杜西曼，俄裔美國物理化學家（1954年逝世）
- 1884年：，義大利藝術家、畫家、雕塑家（1920年逝世）
- 1904年：巴勃羅·聶魯達，智利詩人，1971年诺贝尔文学奖得主（1973年逝世）
- 1904年：罗念生，中国古典语文学者，古希腊文学翻译家，首部古希腊语汉语词典第一编纂者（1990年逝世）
- 1916年：柳德米拉·帕夫利琴科，蘇聯女狙擊手，有「狙擊女王」與「死亡之女」的外號（1974年逝世）
- 1917年：安德鲁·魏斯，美国当代写实主义画家（2009年逝世）
- 1926年：邱少雲，中國人民志願軍戰士（1952年逝世）
- 1926年：茜蒂哈斯玛，馬來西亞第四任兼第七任首相马哈迪·莫哈末的妻子
- 1928年：艾里亞斯·詹姆斯·科里，美國有機化學家，1990年諾貝爾化學獎得主
- 1932年：奧蒂斯·戴維斯，美國男子田徑運動員（2024年逝世）
- 1934年：葛修潤，中國岩石力學工程師（2023年逝世）
- 1937年：比爾·寇司比，美國諧星、演員、作家、電視製作人、教育家、音樂家、社會活動家
- 1941年：吳邦國，中國政治人物（2024年逝世）
- 1947年：威爾科·約翰森，英國吉他手、歌手、詞曲作者（2022年逝世）
- 1948年：上野千鶴子，日本社會學家
- 1954年：蔡啟芳，臺灣政治人物
- 1956年：湯德宗，台灣法律學者，曾任司法院大法官
- 1957年：里克·赫斯本德，美國太空人（2003年逝世）
- 1957年：姚本輝，香港練馬師及前騎師
- 1957年：陳光興，台灣亞洲／第三世界現代思想資源的理論家
- 1957年：森永卓郎，日本評論家
- 1959年：羅君左，香港演員、配音員（2010年逝世）
- 1960年：巴爾哈姆·薩利赫，伊拉克政治人物，第8任伊拉克總統
- 1964年：戴耀廷，香港法學學者、政治人物
- 1965年：曼馬·坎德，甘比亞政治人物
- 1966年：澤田泰司 ，日本樂隊X Japan貝斯手（2011年逝世）
- 1966年：渡边美里，日本歌手
- 1966年：全秀卿，韓國女演員
- 1967年：西村賢太，日本小說家（2022年逝世）
- 1967年：路易斯·阿比納迪爾，多明尼加政治人物，現任多明尼加總統
- 1969年：安娜-索菲·皮克，法國廚師、企業家
- 1970年：李炳憲，韓國演員
- 1971年：潘濤，中國節目主持人
- 1972年：桑德爾·皮查伊，印度裔美國電腦工程師，Google公司高級經理人
- 1973年：袁立，中國演員
- 1975年：克里斯滕·米哈爾，愛沙尼亞政治人物，現任愛沙尼亞總理
- 1977年：潘斌龍，中國演員
- 1978年：劉濤，中國演員
- 1978年：蜜雪兒·羅德里奎茲，美國女演員
- 1980年：米蘭妮·讓帕諾米，法國女演員
- 1982年：金志文，中國歌手
- 1982年：安東尼奥·卡萨諾，義大利足球運動員
- 1982年：安迪·金，韓裔美國政治人物
- 1984年：南條愛乃，日本女歌手、聲優
- 1984年：葛瑞·蓋斯，英國創作歌手
- 1984年：米凱拉·胡佛，美國女演員
- 1985年：娜塔莎·波利，俄羅斯超級名模
- 1985年：唐七，中國作家
- 1986年：馬天宇，中國演員、歌手
- 1986年：伊芙琳·莎瑪，印度演員
- 1988年：種田梨沙，日本女性聲優
- 1988年：米山舞，日本女性插畫家
- 1989年：菲比·托金，澳大利亞演員
- 1990年：碧比，葡萄牙职业足球運動員
- 1990年：蔡明紹，香港騎師
- 1990年：許敏真，韓國女子偶像團體Crayon Pop成員
- 1990年：許敏善，韓國女子偶像團體Crayon Pop成員
- 1990年：徐夢桃，中國女子自由式滑雪運動員
- 1990年：瑞秋·布羅斯納安，美國女演員
- 1991年：，哥倫比亞職業足球運動員
- 1992年：石橋杏奈，日本女演員、模特兒
- 1992年：張東尹，韓國男演員
- 1993年：金仁性，韓國男子偶像團體SF9成員
- 1993年：利亞姆·皮奇福德，英國男子乒乓球運動員
- 1994年：百田夏菜子，日本女子組合桃色幸運草Z成員
- 1994年：車勳，韓國男子偶像樂團N.Flying成員
- 1995年：椎名空，日本AV女優
- 1995年：魯克·梳爾，英格蘭足球員
- 1996年：乔丹·罗麦罗，美国登山爱好者，以13岁之龄成为了最年轻登上珠穆朗玛峰的紀錄保持者
- 1997年：马拉拉·优素福扎伊，巴基斯坦活動加，2014年诺贝尔和平奖得主
- 1998年：謝伊·吉爾傑斯-亞歷山大，加拿大職業籃球運動員
- 2000年：維尼修斯·儒尼奧爾，巴西職業足球運動員
- 2001年：凱莉·麥基翁，澳洲女子游泳運動員
- 2003年：林昱珉，臺灣職業棒球運動員
- 2003年：奧斯卡·巴布，挪威職業足球運動員
- 2004年：韓智效，韓國女子偶像團體Weeekly成員
- 2008年：斯凱·布朗，英國女子滑板運動員

## 逝世
- 1441年：足利義教，日本室町幕府第6代征夷大將軍（1394年出生）
- 1536年：德西德里烏斯·伊拉斯謨，神学家、思想家（1466年出生）
- 1751年：德川吉宗，日本江戶幕府第8代征夷大將軍（1684年出生）
- 1804年：亞歷山大·漢密爾頓，美國開國元勳，首任美國財政部長（1757年出生）
- 1814年：威廉·何奧，英國軍官、政治家（1729年出生）
- 1892年：亞歷山大·卡特來特，美國銀行家，最早的棒球規則制定人（1820年出生）
- 1926年：格特魯德·貝爾，英國作家、探險家、考古學家（1868年出生）
- 1935年：阿尔弗雷德·德雷福斯，法國猶太裔軍官（1859年出生）
- 1949年：德格拉斯·海德，愛爾蘭語言學家、政治人物，首任愛爾蘭總統（1860年出生）
- 1959年：徐永昌，中華民國陸軍一級上將（1887年出生）
- 1976年：黃宗霑，美籍華人電影摄影師（1899年出生）
- 1979年：奧利弗·莫里斯，英國社會活動家（1952年出生）
- 1982年：大衛·米爾曼，蘇聯數學家（1912年出生）
- 1993年：李达，中国军事家（1905年出生）
- 1995年：豬飼種，日本超級人瑞（1879年出生）
- 2001年：保羅·馬格盧瓦爾，海地軍人、政治人物，第35任海地總統（1907年出生）
- 2004年：郭全宝，中國相声表演艺术家（1921年出生）
- 2007年：鮑漢琳，香港演员（1915年出生）
- 2018年：刘彤华，中国工程院院士（1929年出生）
- 2019年：費南多·柯巴托，美國計算機科學家（1926年出生）
- 2023年：ryuchell，日本藝人、歌手（1995年出生）
- 2024年：張存浩，中國物理化學家（1928年出生）
- 2024年：小原乃梨子，日本女性聲優（1935年出生）
- 2025年：阿馬爾·巴格達什，敘利亞經濟學家、政治人物（1954年出生）

## 节假日和习俗
- 中華民國：聾啞節
- 基里巴斯：獨立日
- 聖多美和普林西比：獨立日